# Drugi rząd Hermanna Müllera

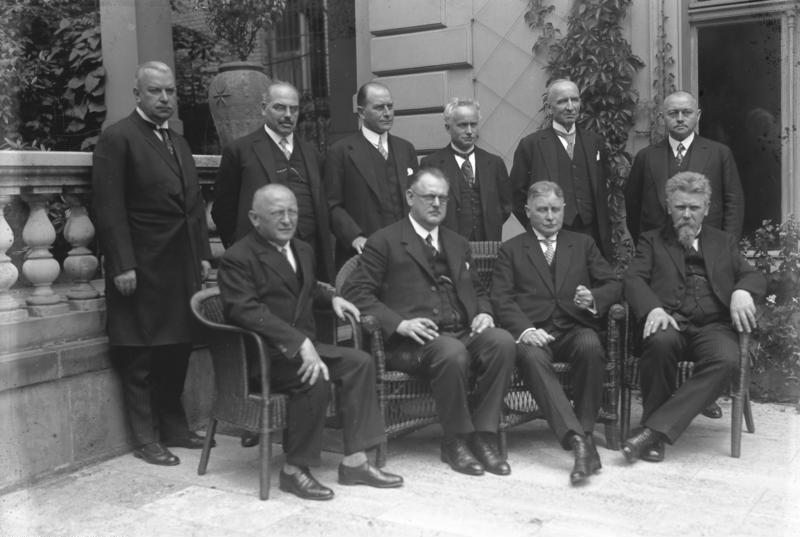
Drugi gabinet Müllera

Drugi rząd Hermanna Müllera – 28 czerwca 1928 – 27 marca 1930.
| Funkcja                                    | Imię i nazwisko                                                                                                  | Partia              |
| ------------------------------------------ | --- | ------------------- |
| Reichskanzler - Kanclerz Rzeszy            | Hermann Müller                                                                                                   | SPD                 |
| Minister spraw zagranicznych               | Gustav Stresemann (zm. 3 października 1929) Julius Curtius                                                       | DVP                 |
| Minister spraw wewnętrznych                | Carl Severing | SPD                 |
| Minister sprawiedliwości                   | Erich Koch-Weser (do 13 kwietnia 1929) Theodor von Guérard (od 13 kwietnia 1929)                                 | DDP Zentrum         |
| Minister finansów                          | Rudolf Hilferding (do 21 grudnia 1929) Paul Moldenhauer (od 23 grudnia 1929)                                     | SPD DVP             |
| Minister gospodarki                        | Julius Curtius (do 11 listopada 1929) Paul Moldenhauer(do 23 grudnia 1929) Robert Schmidt (od 23 grudnia 1929)   | DVP SPD             |
| Minister polityki żywnościowej i rolnictwa | Hermann Dietrich                                                                                                 | DDP                 |
| Minister pracy                             | Rudolf Wissell                                                                                                   | SPD                 |
| Minister obrony                            | Wilhelm Groener                                                                                                  | bezpartyjny         |
| Minister transportu                        | Theodor von Guérard (do 6 lutego 1929) Georg Schätzel [(od 7 lutego 1929) Adam Stegerwald [(od 13 kwietnia 1929) | Zentrum BVP Zentrum |
| Minister poczty                            | Georg Schätzel                                                                                                   | BVP                 |
| Minister do spraw terytoriów okupowanych   | Theodor von Guérard (do 6 lutego 1929) Carl Severing (od 7 lutego 1929) Joseph Wirth (od 13 kwietnia 1929)       | Zentrum SPD Centrum |